# Postersession
Als Postersession werden jene Teile von wissenschaftlichen Konferenzen bezeichnet, bei der die Beiträge nicht als mündliche Vorträge, sondern in Form großer Poster präsentiert werden.
Seit vielen Jahren sind sie zu einem Mittel geworden, um große Tagungen zeitlich kompakter zu organisieren, doch haben Posterpräsentationen fachlich meist einen geringeren Status als „oral presentations“, wobei letzteren auch oft zusätzlich Posterwände zur Verfügung gestellt werden.
Die Poster haben meist eine Breite von 80 bis 90 cm (A0: ca. 84 × 119 cm) und werden auf vom Veranstalter aufgestellten, senkrechten Posterwänden von etwa 2–2,5 Meter Höhe befestigt. Auf den Postern soll nicht der Text überwiegen, sondern Abbildungen und andere Mittel der grafischen Gestaltung, um für die Besucher der Session einen Blickfang zu bieten. Der Titel der Arbeit soll groß gedruckt sein und von den Autoren zumindest eine Kontaktadresse (bzw. E-Mail) enthalten.
Die Postersessions dauern im Regelfall etwa eine Stunde, während die Wissenschaftler neben ihrem Poster stehen, um ihre Arbeit zu erläutern und für Anfragen und Diskussionen zur Verfügung zu stehen. Meist können die Poster jedoch einen Halbtag lang auf den Postertafeln belassen werden, um auch spätere Besichtigung in Konferenzpausen zu ermöglichen. Bei großen Kongressen geschieht dies auch während der gesamten Veranstaltung.

## Elektronische Poster
Mittlerweile kommen bei Kongressen auch elektronische Poster zum Einsatz. Dies sind Terminals mit großformatigen Bildschirmen (42″ und größer), auf denen die Poster dargestellt werden. Dies ermöglicht zum einen die Einbettung von Bewegtbildern und zum anderen reduziert es den Platzbedarf, da Interessierte in den Konferenzpausen an einem Terminal unterschiedliche Poster betrachten können.